# جوزپه بلوشی
جوزپه بلوشی (انگلیسی: Giuseppe Bellusci؛ زادهٔ ۲۱ اوت ۱۹۸۹) بازیکن فوتبال اهل ایتالیا است.
از باشگاه‌هایی که در آن بازی کرده‌است می‌توان به باشگاه فوتبال آسکولی، باشگاه فوتبال لیدز یونایتد، باشگاه فوتبال کاتانیا، باشگاه فوتبال امپولی، و باشگاه فوتبال پالرمو اشاره کرد.
وی همچنین در تیم ملی فوتبال زیر ۲۱ سال ایتالیا بازی کرده‌است.